# رشیدخان
امیرحسین‌خان شجاع‌الدوله ملقب به رشیدخان حاکم قوچان در دوره ناصرالدین‌شاه قاجار بود. رشیدخان لقبی بود که مردم کرد‌ خراسان به میر حسین خان داده بودند و اصولاً کلمهٌ رشید برای افرادی به کار برده شده و می‌شود که شجاع و دلیر بوده‌اند. کلمهٔ شجاع الدوله لقبی بود که ناصرالدین شاه قاجار به امیر و حاکم شمال خراسان داده بودند (بواسطهٔ خدمات شجاعانه ایشان در برابر تاخت و تاز ازبکان و ترکمانان)، اما برای مردم در منطقه بیان لفظ کردی آن یعنی همان رشیدخان معمول و رایج بوده و هست.

## قراردادهای حکومت قاجاریه
در زمان انعقاد قراردادهای آخال دو روستای فیروزه و باقر که به امپراتوری روسیه واگذار شد. رشیدخان حاکم قوچان بود.

### قرارداد آخل
قرارداد آخال نیز از همان ننگین‌نامه‌ها بود که ناصرالدین شاه به مردم ایران تحمیل کرد. شهرهای کُردنشین فیروزه و باقر را که هم‌اکنون نیز در ترکمنستان درخشش خاصی دارند، در کنار قرارداد آخال، می‌بایستی به روسیه تحویل می‌شدند. چندین بار از طرف حکومت مرکزی ایران به حکومت محلی میر رشیدخان شجاع‌الدوله (سردار کل یا ایلخان کل اتحادیه ایلهای کُرمانج شمال خراسان / کنفدراسیون ایلی زعفرانلو) دستور حرکت به سوی ترکمنستان و تحویل فیروزه داده شده بود. اما رشیدخان هر بار به بهانه‌های مختلف زیر این بار نرفته بود و نمی‌خواست که قسمتی از سرزمین و مسکن کُردهای شمال خراسان را بخاطر بی‌لیاقتی شاه و همچنین فساد و رشوه دربار، تجزیه و به بیگانگان بسپارد. اما بالاخره ناصرالدین‌شاه فرستاده مخصوص خود محمد صادق خان امین نظام را از مرکز اعزام داشت و با تاکید به میر رشیدخان شجاع‌الدوله دستور داد که فیروزه را تحویل دهند. چون شهر فیروزه در حوزه حکومت محلی رشیدخان شجاع‌الدودله قرار داشت این بار ایشان به ناچار و با چشمانی اشک آلود عازم محل گردید، و به نزدیکان خود گفت که دعا کنید این مأموریت ننگین به انجام نرسد، چون واگذاری قسمتی از سرزمینم با دست خودم به دیگران واقعأ یک ننگ تاریخی و بسیار دردناک است.
کاروانش از شهر قوچان به سوی فاروج راه می‌افتد. تا آنجا را با کالسکه رفتند و بعد از فاروج، میر رشیدخان هوس اسب‌سواری می‌کند و از کالسکه پایین آمده و بر اسب سیاهرنگی، که چندی پیش از دربار حکومت مرکزی برایش فرستاده بود، سوار می‌شود. چون امیر رشیدخان با وجود کهولت سن اسب سوار ماهری بوده‌است، دیگران هم به تبعیت او از کالسکه‌ها پیاده می‌شوند و با اسب بسوی شهر فیروزه حرکت می‌کنند. هنوز مسافتی کوتاه از فاروج دور نشده بودند (نزدیک به روستای برزل آباد) که اسب امیر حسین‌خان و فرستاده شاه که در یک ردیف حرکت می‌کردند، با هم گلاویز می‌شوند. اسب امیر رو به پشت برمی‌گردد و امیر پایش در رکاب گیر می‌کند و در زیر اسب می‌ماند. با اینکه دکتر از روسیه می‌آورند و دکتر مخصوص خود او هم حضور داشته، معالجه مؤثر واقع نمی‌شود و روز دیگر در سن هشتاد سالگی به دیار باقی می‌شتابد. (یعنی در روز دوم سفرش وفات یافت؛ امروز دو روزه للو، فردا سه روزه لو … رشید نیومد للو، دلم می سوزه لو، …). همراهان و مردم که مطلع شده بودند، بسیار ناراحت و غمگین می‌شوند و جنازه را با روپوش سیاه در کالسکه‌ای قرار می‌دهند و این بار همان اسب سیاه حامل جنازه می‌گردد.

## درگذشت امیرحسین‌خان شجاع‌الدوله
رشیدخان حاکم قوچان در روز یکشنبه ۳۰ مهر ۱۲۷۲ درگذشت و جنازه او طی تشریفات خاصی به مشهد منتقل و در بارگاه امام رضا در مقبره خانوادگی زعفرانلو در کنار برادر و نیاکانش دفن می‌شود. در روز جمعه ۲۶ آبان ۱۲۷۲ نیز زلزله قوچان به وقوع می‌پیوندد، زلزله در شهر خرابی‌هایی بوجود می‌آورد و عده زیادی در زیر آوار کشته می‌شوند. فاصله فوت رشیدخان تا وقوع زلزله فقط ۲۷ روز بوده‌است. بدین ترتیب دو حادثه نزدیک به هم سوگواری و مرثیه‌هایی مرتبط را به وجود آورده‌است.

## شعر وای وای رشیدخان
اهالی قوچان (بالاخص با همکاری اسمر همسر میر رشیدخان)، شعر «وای وای رشیدخان» را برای مرگ رشیدخان درست کردند و در مراسم سوگواری و تدفین ایشان اجرا کردند.
در واقع تمامی شعر و موسیقی اولیهٔ «وای وای رشیدخان» به زبان کردی کرمانجی و نشان‌دهنده حالات تألم و تأثر مردم محل از فوت امیرحسین خان و بعد هم حادثه زلزله ناگوار قوچان بوده‌است، اگرچه امروزه اجرای آن به مرور زمان در ردیف موسیقی شاد قرار گرفته‌است.

### بخشی از ترانه
امروز دو روزه للو فردا سه روزه لو
رشید نیومد للو دل میسوزه لو
وای وای رشید خان، سردار کل قوچان
رفتی نگفتی للو یه یاری دارم لو
تو شهر غربت للو دلداری دارم لو
وای وای رشید خان ، سردار کل قوچان...